# Florian Fricke
Florian Fricke (Lindau, 23 februari 1944 - München, 29 december 2001) was een Duits musicus. Hij wordt herinnerd als een pionier van elektronische muziek, en componist van elektronische en akoestische spirituele en wereldmuziek en soundtracks bij zijn groep Popol Vuh.
Op zijn zevende leerde hij piano spelen, en op zijn 13de nam hij deel aan zijn eerste openbare muziekcompetitie met een programma van Haydn, Mozart en Bach. Op zijn 15de verliet hij het gymnasium om piano te studeren. Eerst was dit bij Rudolph Hindemith, de broer van Paul Hindemith. Later studeerde hij klassieke piano en compositie aan de muziekhogeschool van Freiburg bij professor Picht-Achsenfeld. 
Op zijn 19de verliet hij de school. Toen hij 21 was maakte hij zijn eerste kortfilm Pilgerfahrt. Hij werkte ook sporadisch als muziek- en filmcriticus voor "Süddeutsche Zeitung", "Der Spiegel" en "Zürcher Zeitung". In 1967 speelde hij zelfs de rol van pianist in Lebenszeichen, een film van zijn vriend Werner Herzog, die hij in München had ontmoet. In 1968 huwde hij ook in München.
Fricke was bevriend geraakt met iemand die van grote invloed zou zijn op zijn muzikale carrière: Eberhard Schoener. Bij hem leerde hij over de Moog synthesizer, later zou hij een specialist worden. Hij werd een van de zeldzame muzikanten in Duitsland die de enorme Moog III zowel in de studio als op het podium wist te gebruiken. In München in 1969 vormde hij Popol Vuh, samen met Frank Fiedler (ook op synthesizer) en Holger Trülzsch (percussionist die datzelfde jaar ook speelde op Opal van Embryo en Phallus Dei van Amon Düül II). Het label Liberty wilde van Fricke een album met experimentele Moog muziek. De naam was het gevolg van Frickes grote interesse in de Maya mythologie en was geïnspireerd op het heilige boek Popol Vuh van de Quiché Maya indianen uit Guatemala. In 1970 debuteerde hij met de groep met het album Affenstunde. De opvolger In Den Garten Pharaos (1972) bouwde daarop voort, maar de nadruk kwam op spirituele thema's te liggen.
In 1972 wordt hij uitgenodigd om Moog te spelen op het eerste deel van het dubbelalbum Zeit van Tangerine Dream. Tijdens zijn bezoek aan Gerhard Augustin in de lokalen van United Artists ontmoet hij Conny Veit. Fricke zou zijn bijdrage leveren aan het tweede en laatste album van Veits band Gila.
In die periode bekeerde Fricke zich tot het christendom en hindoeïsme, waarop hij en de groep de elektronica de rug toekeerden. Hij verkocht zijn Moog III aan Klaus Schulze en de groep maakte nu gebruik van akoestische en traditionele etnische instrumenten zoals de gitaar, de hobo, de Tambura, vergezeld van de vrouwenstemmen van de Koreaanse sopraan Djong Yun en later Renate Knaup. Dit kwam al tot uiting op het derde album van de groep, Hosianna Mantra (1973), dat een fusie tussen christendom en hindoeïsme uitdrukt. Deze spiritualiteit bracht Fricke ook in de volgende albums naar voor. Op Seligpreisung (1973) zong Fricke ook zelf.
In 1972 was met Aguirre de samenwerking tussen Fricke en Werner Herzog begonnen voor het maken van filmmuziek bij Herzogs films. Het album verscheen weliswaar pas in 1976. Florian Fricke werkte vanaf toen veelvuldig samen met Herzog, zoals in Coeur De Verre (1977), Nosferatu (1978), Cobra Verde (1987), Fitzcarraldo (1982).
Uiteindelijk volgden doorheen de jaren na het eerste album Affenstunde nog 23 verdere albums met wisselende bezetting, verschillende soundtracks voor Werner Herzogs films en drie eigen muziekvideo producties.
In 1978 stichtte Fricke de "Working Group for Creative Singing" en werd hij ook lid van de "Breathing Therapy Society" (vereniging voor ademhalingstherapie). Wereldwijd hield hij lezingen over beide onderwerpen. Dit vergde echter steeds meer van zijn tijd, en albums verschenen steeds minder. In de jaren 80 en 90 kwam de groep nog slechts sporadisch bijeen.
Frickes talrijke reizen leidden hem naar Griekenland, de Sinaïberg, Marokko, het Midden-Oosten en de Himalaya. Vooral Tibet genoot zijn voorliefde. In 1998 creëerde hij, samen met Popol Vuh collega en cameraman Frank Fiedler, Messa di Orfeo, een schilderachtige audio-visuele installatie voor het TimeZone Festival in Molfetta en het zomerfestival van 1999 in Bari.
Florian Fricke overleed ten gevolge van een beroerte op 29 december, 2001 in München.
- Biblioteca Nacional de España: XX1091585
- Bibliothèque nationale de France: cb14051210v (data)
- Gemeinsame Normdatei: 134378008
- International Standard Name Identifier: 0000 0001 1932 1232
- Library of Congress Control Number: no2003120639
- MusicBrainz: 4b350c38-dea5-4da9-81c0-0bb32a55265d
- Nationale Bibliotheek van Tsjechië: xx0167994
- Nationale Bibliotheek van Israël: 987007351904305171
- Système universitaire de documentation: 085648884
- Virtual International Authority File: 7590676
- WorldCat: E39PBJk94x8vgBbxmBKTJXth73